# Championnat d'Amérique du Sud de rugby à XV 1958
Navigation
Championnat 1951 Championnat 1961
Le Championnat d'Amérique du Sud de rugby à XV 1958 est une compétition de rugby à XV organisée par la Confederación sudamericana de rugby. La 2e édition se déroule du 11 octobre au 18 octobre 1958 et est remportée par l'équipe d'Argentine.

## Équipes participantes
- Argentine
- Chili
- Uruguay
- Pérou

## Format
L'Argentine, le Chili, l'Uruguay et le Pérou disputent des matchs sous la forme d'un tournoi. Le premier est déclaré vainqueur.

## Classement
| Rang | Nation        | J | V | N | D | Pm  | Pe | Diff | Pts |
| ---- | ------------- | - | - | - | - | --- | -- | ---- | --- |
| 1    | Argentine (T) | 3 | 3 | 0 | 0 | 108 | 3  | +105 | 6   |
| 2    | Chili         | 3 | 2 | 0 | 1 | 65  | 26 | +39  | 4   |
| 3    | Uruguay       | 3 | 1 | 0 | 2 | 22  | 90 | -68  | 2   |
| 4    | Pérou         | 3 | 0 | 0 | 3 | 9   | 85 | -76  | 0   |

|  | Vainqueur (no 1).        |
|  | T : Tenant du titre 1951 |

## Résultats
| 11 octobre 1958 | Argentine | 44 – 0 | Pérou | Santiago |
| 11 octobre 1958 |           |        |       | Santiago |
| 11 octobre 1958 |           |        |       | Santiago |

| 11 octobre 1958 | Chili | 34 – 9 | Uruguay | Santiago |
| 11 octobre 1958 |       |        |         | Santiago |
| 11 octobre 1958 |       |        |         | Santiago |

| 15 octobre 1958 | Argentine | 50 – 3 | Uruguay | Santiago |
| 15 octobre 1958 |           |        |         | Santiago |
| 15 octobre 1958 |           |        |         | Santiago |

| 15 octobre 1958 | Argentine | 31 – 3 | Chili | Santiago |
| 15 octobre 1958 |           |        |       | Santiago |
| 15 octobre 1958 |           |        |       | Santiago |

| 18 octobre 1958 | Pérou | 6 – 10 | Uruguay | Santiago |
| 18 octobre 1958 |       |        |         | Santiago |
| 18 octobre 1958 |       |        |         | Santiago |

| 18 octobre 1958 | Chili | 0 – 14 | Argentine | Santiago |
| 18 octobre 1958 |       |        |           | Santiago |
| 18 octobre 1958 |       |        |           | Santiago |